# Плакун-щебрик
Плакун-щебрик, щебрик звичайний як Peplis portula (Lythrum portula) — вид трав'янистих рослин родини плакунові (Lythraceae), поширений на заході Північної Африки, у Європі та Казахстані.

## Опис

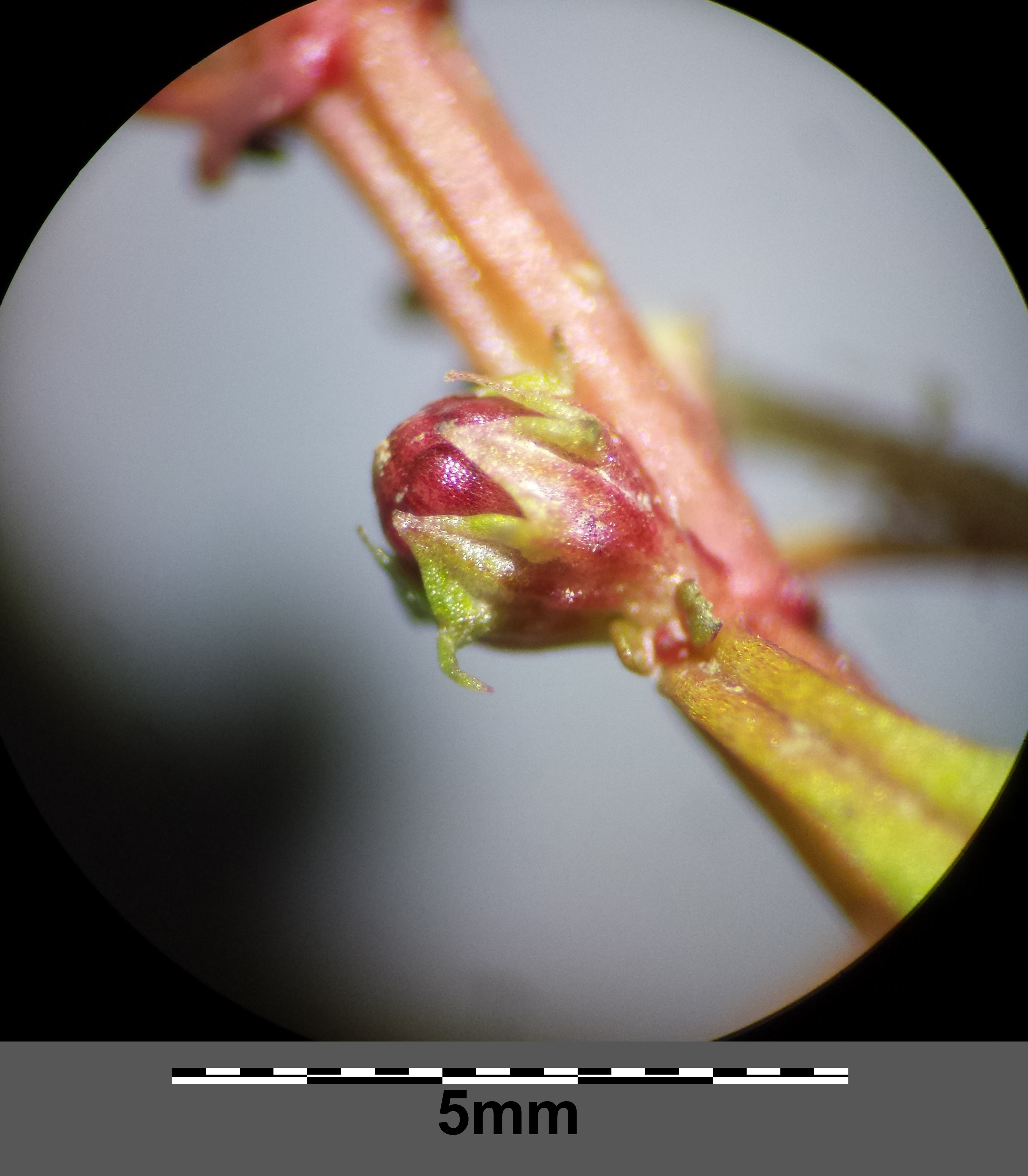
плід

Однорічна рослина 20–100 см. Стебла повзучі. Листки зазвичай супротивні, зворотно-яйцюваті або лопатоподібні, 0.4–2 см завдовжки, на верхівці закруглені, до основи звужені в короткий черешок. Чашечка 1.7–2.5 мм завдовжки, її зубчики широко-трикутні. Пелюстки 0.5–0.6 мм завдовжки. Тичинок 6. Коробочка сплюснута, ≈ 2 мм довжиною. 

## Поширення
Поширений на заході Північної Африки, у Європі та Казахстані.
В Україні вид зростає у вологих місцях, особливо на піщанистих ґрунтах — розсіяно на всій території, крім пд. ч. Степу і Криму.